# Alsat-2A
Alsat-2A ist ein algerischer Erdbeobachtungssatellit der algerischen Raumfahrtbehörde ASAL. Er wurde von EADS Astrium gefertigt, gehört zur Baureihe AstroSat 100 und basiert auf dem Satellitenbus Myriade. Auftraggeber war das algerische nationale Zentrum für Weltraumtechnik (Centre National des Techniques Spatiales, CNTS). Der Vertrag zum Bau wurde im Februar 2006 abgeschlossen.

## Aufbau
Alsat-2A stellt den Nachfolger des am 28. November 2002 gestarteten Satelliten Alsat-1 dar und soll neben der Kartographie auch Informationen für die Land-, Forst- und Wasserwirtschaft gewinnen, die Suche nach Bodenschätzen und die Planungen der Landnutzung unterstützen und beim Katastrophenschutz helfen. Dafür befindet sich ein NAOMI für New Astrosat Observation Modular Instrument genanntes Teleskop mit 200 mm Spiegeldurchmesser an Bord, welches eine Auflösung von 2,5 Metern panchromatisch und von 10 Metern in vier einzelnen Spektralbereichen erzielt. Die Schwadbreite des Teleskops beträgt 17,5 Kilometer, wobei der Satellit etwa alle drei Tage die gleiche Stelle der Erdoberfläche überfliegt und das Teleskop bis zu 35° außerhalb der Bahnebene Bilder aufnehmen kann. Die Datenübertragung erfolgt im X- und S-Band. Die Energieversorgung übernimmt ein Solarzellenausleger aus zwei Elementen, der maximal 175 Watt elektrische Leistung für den Betrieb der Satellitensysteme bereitstellt und von Lithiumionenakkumulatoren mit einer Gesamtkapazität von 15 Amperestunden unterstützt wird. Als Lebensdauer sind mindestens fünf Jahre angegeben. Für Bahnkorrekturmanöver führt der Satellit 4,5 Kilogramm Hydrazin für seine entsprechenden Triebwerke mit. Die Stabilisierung erfolgt mithilfe von Stern- und Sonnensensoren, Reaktion wheels, Gyroskopen und GPS.

## Start
Der Start erfolgte am 12. Juli 2010 um 05:52 Uhr MESZ zusammen mit vier weiteren Satelliten mit der PSLV-Rakete C15 vom Raketenstartplatz Satish Dhawan Space Centre aus, wobei die PSLV bei diesem Start nicht mit Boostern ausgerüstet war. Die Hauptnutzlast Cartosat-2B wurde als erster Satellit nach 1034 Sekunden in einer Höhe von rund 637 Kilometern über der Erdoberfläche in einem kreisförmigen sonnensynchronen Orbit mit einer Bahnneigung von rund 98,1° ausgesetzt. Anschließend wurde auch der 116 kg schwere Alsat-2A abgetrennt und schließlich auch die drei Nano- bzw. Picosatelliten Studsat aus Indien, AISSat-1 aus Norwegen und TIsat-1 aus der Schweiz ausgesetzt.

## Alsat-2B
Der baugleiche Alsat-2B wurde im algerischen Raumfahrtentwicklungszentrum Centre de développement spatial in Oran gefertigt und am 26. September 2016 ins All gebracht. Wegen der verlängerten Lebenszeit von 2A kann er nun zusammen mit 2B genutzt werden.